# USS Mustin (DDG-89)
USS Mustin (DDG-89) — ескадрений міноносець КРО типу «Арлі Берк» ВМС США. Тридцять дев'ятий корабель цього типу в складі ВМС, будівництво яких схвалив Конгрес США.

## Назва
Корабель названий на честь «Батька морської авіації», капітана Генрі К. Мустіна (1874—1923), його сина віцеадмірала Ллойд М. Мустіна (1911—1999), та двох онуків: віцеадмірала Військово-морського флоту у відставці Генрі К. Мустіна II та командира Томаса М. Мустіна.

## Будівництво
Контракт на будівництво корабля був підписаний з суднобудівної компанії Ingalls Shipbuilding, розташованої в Паскагулі, штат Міссісіпі 6 березня 1998 року. Церемонія закладання кіля відбулася 15 січня 2001 року. Спущений на воду 12 грудня 2001 року. 15 грудня 2001 року відбулася церемонія хрещення. Хрещеними корабля стали: Люсі Холкомб Мустін, дружина віцеадмірала у відставці Генрі С. Мустіна, II; Джин Філліпс Мустін, дружина лейтенант-командера у відставці ВМС Томас М. Мустіна; Дуглас Мустін Сен-Дені, Генрі К. Мустін, II і Томаса М. Мустін. 4 квітня 2003 корабель був переданий ВМС США. Церемонія введення в експлуатацію відбулася 26 липня 2003 на військовій базі в Сан-Дієго, штат Каліфорнія. Оснащений вдосконаленою системою бойової зброї Aegis («Іджіс»).
Спочатку місцем базування була військово-морська база в Сан-Дієго, штат Каліфорнія. З 8 липня 2006 року портом приписки стала військова база в Йокосука, Японія.

## Бойова служба

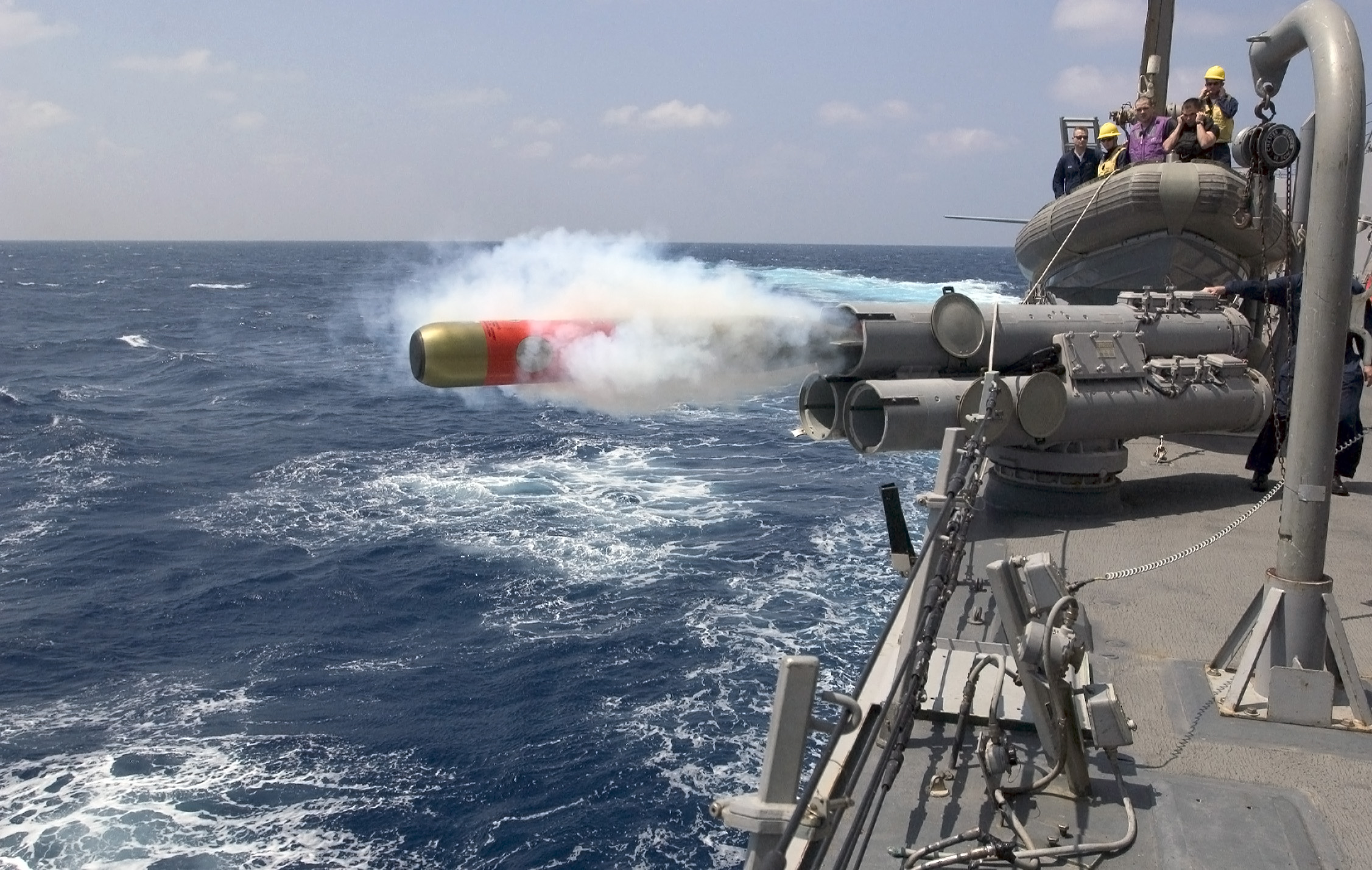
USS Mustin випускає торпеду Mark 46

В даний час есмінець активно експлуатується в ході далеких океанських походів і щорічних навчань ВМС США, а також на службі в Перській затоці.
27 серпня 2020 року Китай заявив про захід есмінця USS Mustin ВМС США у свої територіальні води в Південно-Китайському морі. Про це повідомила англомовна газета КНР Global Times. Інцидент стався неподалік від Парасельских островів, що є спірними між КНР, Тайванем та В'єтнамом. У районі куди зайшов ракетний есмінець проходять військові навчання Китаю. Відзначається, що китайські військові впізнали американський корабель в ході патрулювання попередили про необхідність покинути територіальні води КНР.
22 липня 2021 року змінив порт приписки Йокосука після 15 років служби, і був перебазований у порт Сан-Дієго, для проведення запланованого ремонту та модернізації, його замінить есмінець з керованими ракетами USS Ralph Johnson (DDG 114), який перебазується з порту Еверетт, штат Вашингтон.
19—24 вересня 2021 року брав участь у міжнародних навчаннях Silent Forces (SIFOREX) 2021 разом з ВМС Перу та підводним човном класу Лос-Анджелес USS Columbia (SSN 771) ВМС США.